# 관광열차
관광열차(A tour train service, 문화어: 유람렬차)는 유명한 장소를 돌아다니면서 관광을 목적으로 방문한 사람들을 위한 열차이다. 그러나 어떤 경우에는 특정한 장소나 지역의 관람을 위해 2층 열차나 지붕이 열린 열차 등을 사용하기도 한다.
전 세계적으로 많은 지역에서 다양한 종류의 관광열차를 운영되고 있는데, 그 가운데 특히 유명한 것은 영국 주변을 관광하는 "City Sightseeing"(도시 관광)이 있으며 현재는 그레이 라인 월드와이드와 같이 전 세계적으로 운영하고 있는 곳도 상당수가 있다.

## 대한민국
레일크루즈 해랑, 충북영동국악와인열차, 동해산타열차, 백두대간협곡열차, 남도해양열차, 서해금빛열차, 정선아리랑열차 등의 관광열차를 한국철도공사에서 운행하고 있다. 이들은 대부분 관광객 유치를 위해 외관이 화려하며, 내부 시설이 다양하다. 관광객용 여행상품으로 판매하는 경우가 있고, 일반인에게도 표를 발급해 주는 경우도 있다.
대형 관광열차는 전부 단체관광으로 운행되고 있다. 열차의 도색은 각 회사별로 자체 제작한 도색을 하고 있지만, 대형계열사의 자회사인 경우 그 계열사의 도색을 그대로 사용하기도 한다. 수요에 비해 객차 잔여량이 높은 무궁화호나 ITX-청춘 등이 이런 형태로 운행하기도 한다.

## 논란
관광열차 내에서 일부의 관광객들이 시끄러운 음악과 함께 음주하거나 춤을 추는 등, 공공장소에서 권장되지 않는 행위를 하는 일이 있다. 이런 행동은 다른 관광객을 불편하게 할 수 있으며, 심한 경우 알코올 섭취량이 높은 사람은 열차의 정상적 운행을 방해하기까지 하므로 인명피해가 발생할 수도 있으므로,  처벌 받을 수 있다.

## 같이 보기
- 보존철도
- 조이풀 트레인